# Celsius (månekrater)
Celsius er et nedslagskrater på Månen. Det befinder sig i det forrevne sydlige højland på Månens forside og er opkaldt efter den svenske astronom Anders Celsius (1701 – 1744).
Navnet blev officielt tildelt af den Internationale Astronomiske Union (IAU) i 1935. 

## Omgivelser
Celciuskrateret ligger mindre end en kraterdiameter syd-sydvest for Zagutkrateret, og lige nord for Büschingkrateret.

## Karakteristika
Dette er et stærkt nedslidt krater med en sydvestlig rand, som er blevet beskadiget af mange små nedslag. Der er en dallignende åbning i den nordlige rand, som forbinder Celsius med "Celsius A". Kraterets indre er uden særlige landskabstræk bortset fra et lille krater i den nordlige halvdel.

## Satellitkratere
De kratere, som kaldes satellitter, er små kratere beliggende i eller nær hovedkrateret. Deres dannelse er sædvanligvis sket uafhængigt af dette, men de får samme navn som hovedkrateret med tilføjelse af et stort bogstav. På kort over Månen er det en konvention at identificere dem ved at placere dette bogstav på den side af satellitkraterets midte, som ligger nærmest hovedkrateret. Celsiuskrateret har følgende satellitkratere:
| Celsius | Længde  | Bredde  | Diameter |
| ------- | ------- | ------- | -------- |
| A       | 33,0° S | 20,5° Ø | 14 km    |
| B       | 34,6° S | 19,7° Ø | 6 km     |
| D       | 34,7° S | 19,1° Ø | 19 km    |
| E       | 32,9° S | 20,1° Ø | 11 km    |
| H       | 33,8° S | 20,1° E | 6 km     |

## Måneatlas
- Billeder af Celsiuskrateret i LPI-måneatlasset